# Donje Vratno (gmina Vinica)
Donje Vratno – wieś w Chorwacji, w żupanii varażdińskiej, w gminie Vinica. W 2011 roku liczyła 289 mieszkańców.